# Котяча акула жовтоплямиста
Котяча акула жовтоплямиста (Scyliorhinus capensis) — акула з роду Котяча акула родини Котячі акули. Інша назва «південноафриканська котяча акула».

## Опис
Загальна довжина досягає 1,22 м, зазвичай 90-100 см. Голова велика, широка, трохи сплощена зверху. Ніс притуплений. Очі великі, овальні, з мигальною перетинкою. За ними розташовані невеличкі бризкальця. Ніздрі з короткими носовими клапанами. Губні борозни відсутні. Рот помірно великий, широкий. Зуби дрібні, розташовані у декілька рядків. У неї 5 пар зябрових щілин. Тулуб стрункий, кремезний. Грудні плавці розвинені, широкі, з округлими кінчиками. Має 2 спинних плавця, з яких передній більший за задній. Передній спинний плавець розташовано позаду черевних плавців, задній — позаду анального плавця. Черевні плавці широкі, низькі. Анальний плавець дещо більший за задній спинний плавець. Хвіст короткий. Хвостовий плавець невеликий, гетероцеркальний.
Забарвлення спини сіро-коричневе. По спині, боках, плавцях розкидані яскраво-жовті або золотаві плями та великі малоконтрастні сідлоподібні плями. Черево має вершково-білий колір без плям.

## Спосіб життя
Тримається на глибинах від 26 м до 530 м, на континентальному схилі. Тяжіє до ділянок скелястих рифів з м'якими ґрунтами. Полює біля дна, є бентофагом. Живиться креветками, крабами, раками-відлюдниками, кальмарами, дрібними восьминогами, невеличкою костистою рибою. Природними ворогами є великі акули, котики, тюлені, калани, а також паразити, що селяться в зябрах та пащі.
Статева зрілість у самців настає при розмірах 84-86 см, самиць — 75-77 см. Це яйцекладна акула. Самиця відкладає 2 яйця завдовжки 8 см та завширшки 3 см. Народжені акуленята становлять 25-27 см завдовжки.
Не є об'єктом промислового вилову. Негативно на популяцію впливає зростання промислового рибальства та погіршення екології в ареалі цієї акули. Часто виловлюють для тримання в акваріумі.

## Розповсюдження
Мешкає від узбережжя провінції Квазулу-Наталь (ПАР) до Намібії.